# Anthía Espiñeira
Anthía Espiñeira Sánchez (Vigo, 27 de noviembre de 1996) es una exjugadora de balonmano, internacional con España.

## Trayectoria
Formada en el Lavadores, donde empezó a jugar al balonmano con 9 años, con tan sólo 17 años firmó por el club de La Guardia de la mano de Manu Etayo para jugar en División de Honor. Allí fue una de las partícipes de la histórica liga del Atlético Guardés junto a Estela Doiro, Estela Carrera, Marisol Carratú, Haridian Rodríguez o África Sempere.
En 2019 desembarca en el seno de la entidad del Louro para hacerse fuerte en el equipo desde la primera línea del Balonmano Porriño.
Dos lesiones de rodilla, una en el Guardés y otra en el Porriño la tuvo en el dique seco unas temporadas. La 2022-23, la última en el conjunto porriñés, realizó su proceso de rehabilitación, con trabajo físico sesiones de pista. En abril del 2023 se anunció la no renovación por la entidad gallega y fichó por el KH-7 Bm Granollers donde jugó con el equipo catalán hasta su retirada, en las Navidades del 2023.
Compitió en Europa con el Mecalia Atlético Guardés y con el KH-7 Bm Granollers. Con el conjunto miñoto jugó la previa de la Champions League tras la consecución del título de Liga, la Recopa de Europa, la Challenge Cup y la EHF European Cup el año de su retirada.

### Clubes
- 2014–19: Mecalia Atlético Guardés
- 2019–23: Balonmano Porriño
- 2023–24: KH-7 Bm. Granollers

#### Datos (a fecha 31 de diciembre de 2023)[11]
|          | Liga | Copa | EHF |
| -------- | ---- | ---- | --- |
| Partidos | 141  | 17   | 23  |
| Goles    | 319  | 28   | 40  |

### Selección
Habitual en las selecciones juveniles y junior, con las que jugó más de 20 partidos, debutó con las Guerreras el 24 de noviembre de 2017 ante la Garra en el TIE (Torneo Internacional de España), en Melilla, convirtiéndose en la quinta viguesa en ser internacional con la selección española.

## Títulos y galardones
- 1 x Liga Loterías (2017)

### Galardones individuales
- Guerrera de la Jornada (J4 2017[14])

## Vida
En el año 2019 estuvo retirada unos meses por una depresión y en las navidades del 2023 decidió retirarse al no estar disfrutando del balonmano y la alta exigencia que el deporte de élite le pedía.
Se declara admiradora de Macarena Aguilar.